# Saison 2015 de l'équipe cycliste Vorarlberg
La saison 2015 de l'équipe cycliste Vorarlberg est la dix-septième de cette équipe.

## Préparation de la saison 2015

### Sponsors et financement de l'équipe
| Arrivées           | Équipe 2014                   |
| ------------------ | ----------------------------- |
| Víctor de la Parte | Efapel-Glassdrive             |
| Aldo Ino Ilešič    | UnitedHealthcare              |
| Clément Koretzky   | Bretagne-Séché Environnement  |
| Michael Kucher     | RC Arbö T-Graf-Erdal St.Andrä |
| Daniel Lehner      | Gourmetfein Simplon Wels      |
| Lukas Meiler       | Gebrüder Weiss-Oberndorfer    |
| Daniel Paulus      | Vini Fantini Nippo            |
| Manuel Schreiber   |                               |
| Andreas Walzel     | Gourmetfein Simplon Wels      |
| Akinori Yamamura   | Experiment 23                 |

| Départs         | Équipe 2015               |
| --------------- | ------------------------- |
| Adrien Chenaux  | Vélo-Passion Humard       |
| Andreas Hofer   | Hrinkow Advarics Cycleang |
| Reinier Honig   | Roompot                   |
| Fabian Schnaidt | retraite                  |
| Dennis Wauch    | Wibatech Fuji             |
| Tobias Wauch    | Wibatech Fuji             |

## Coureurs et encadrement technique

### Effectif

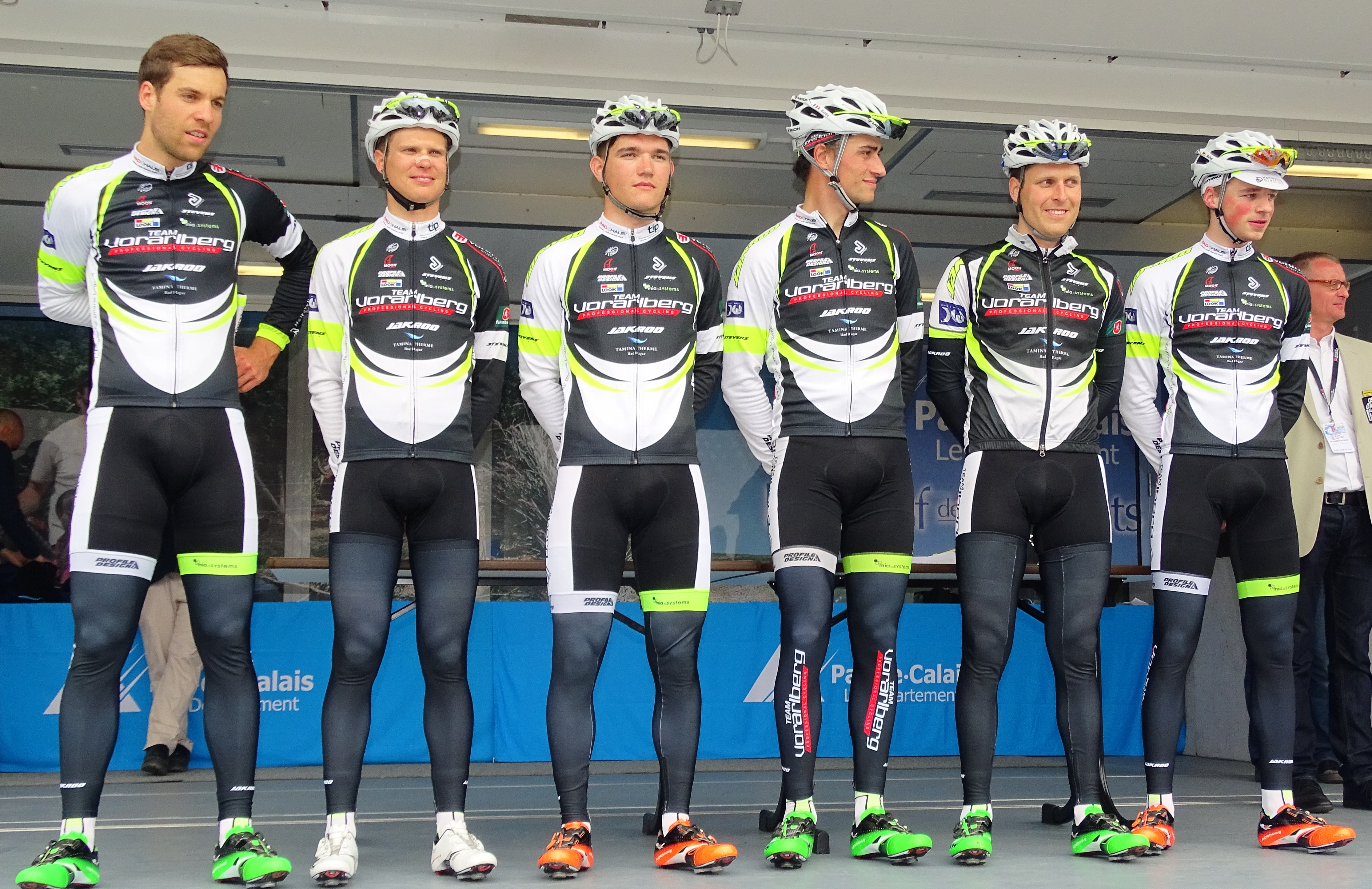
L'équipe lors du départ de la 2e étape du Paris-Arras Tour 2015 à Ficheux.

Portraits
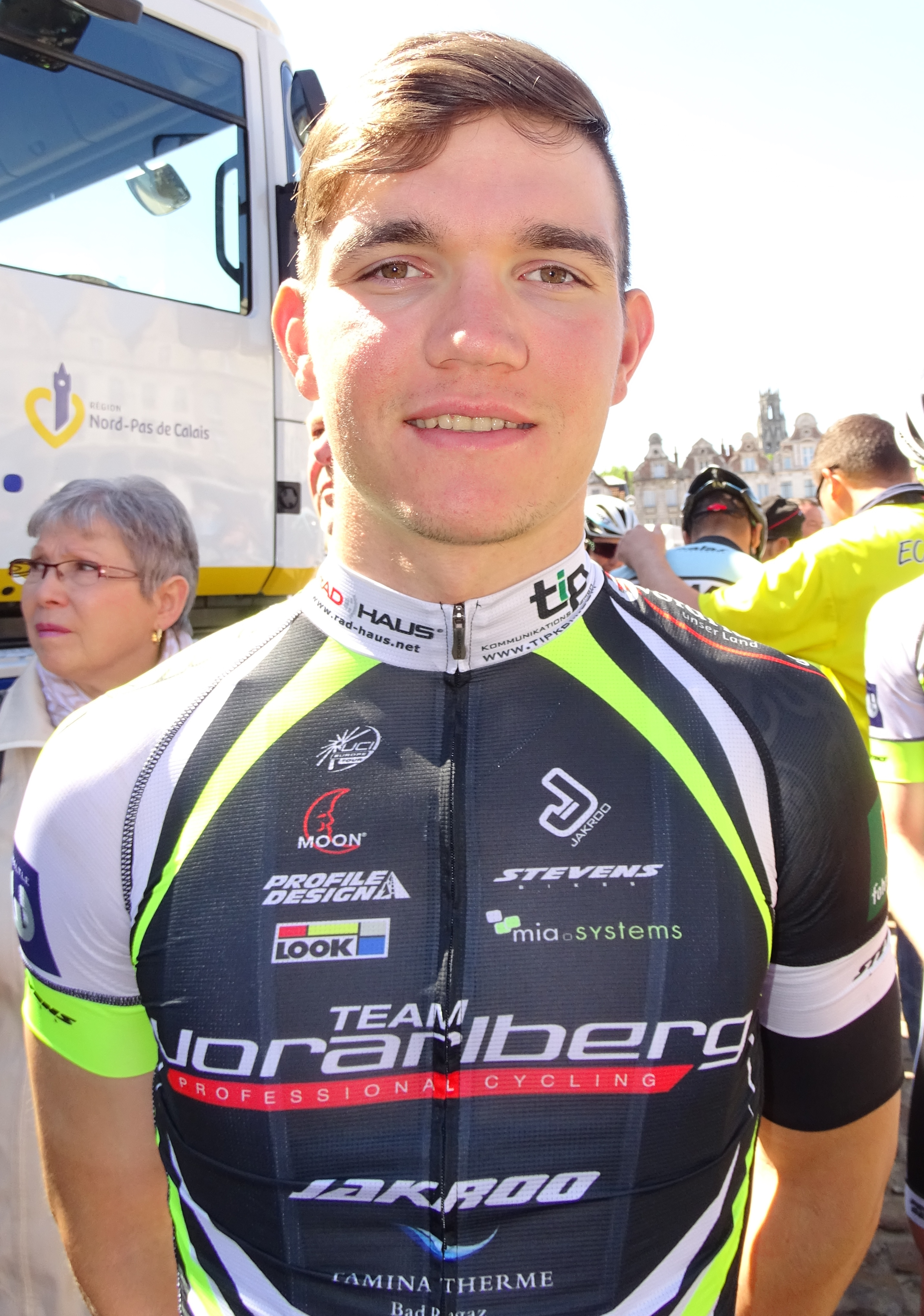
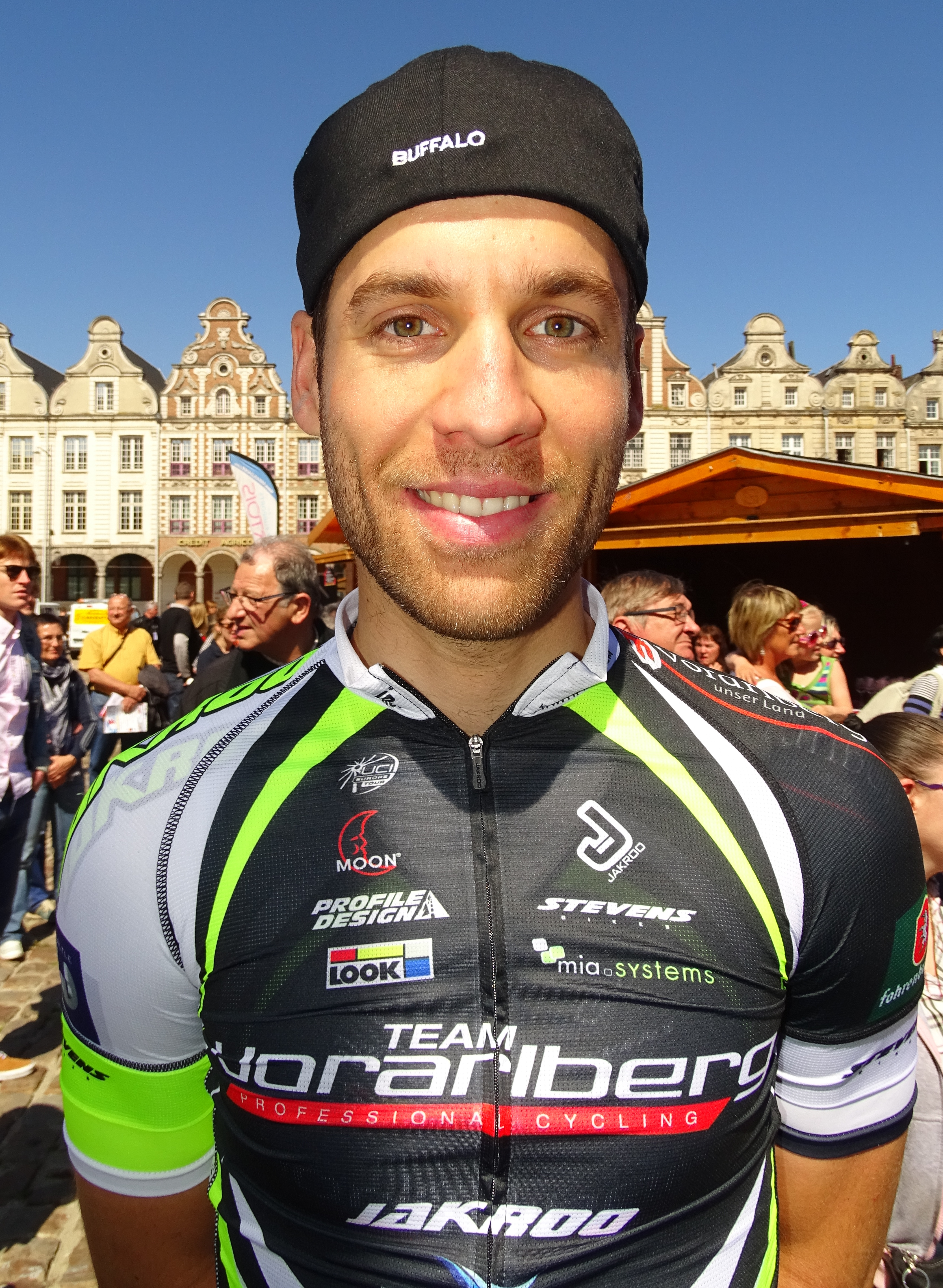
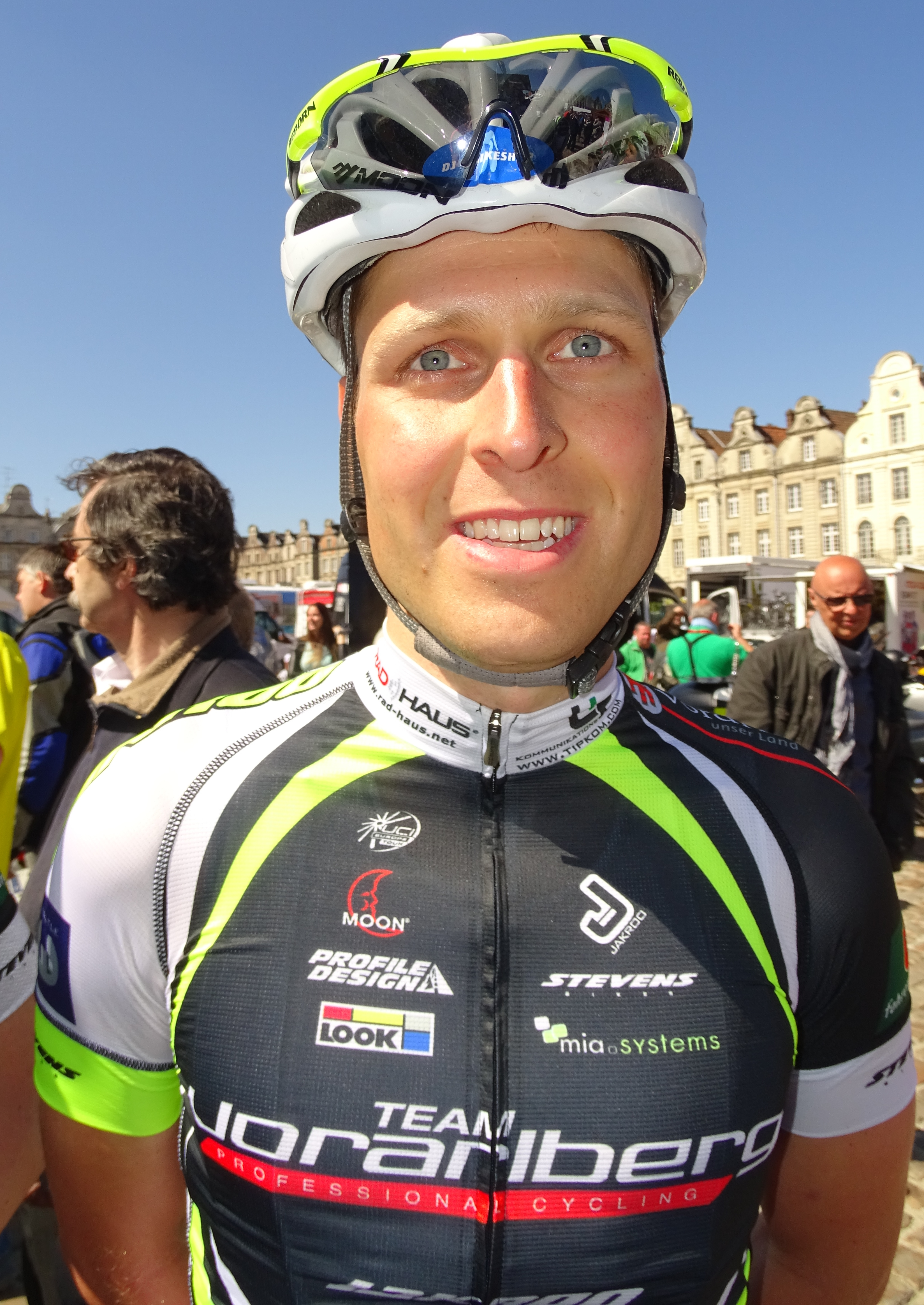
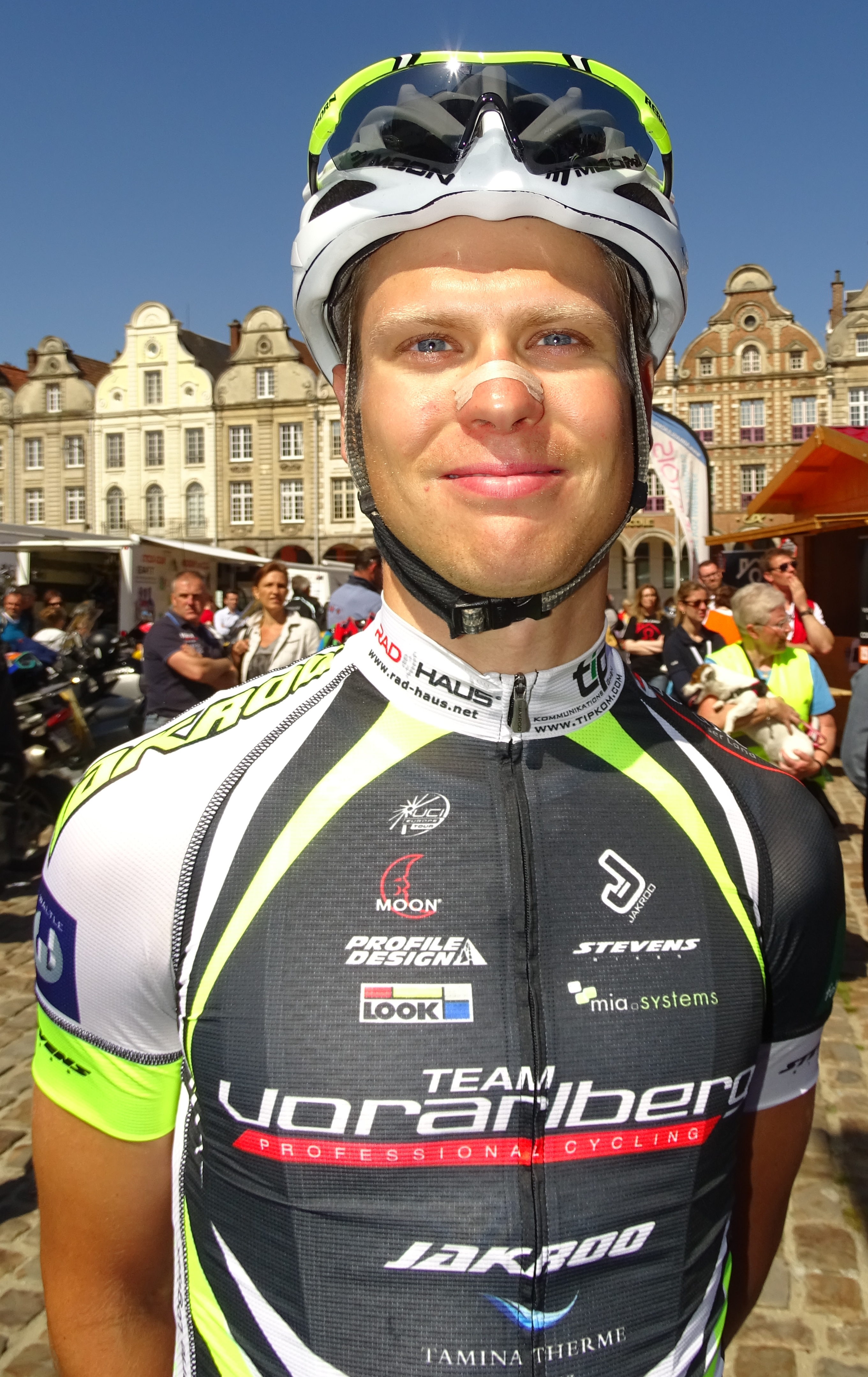
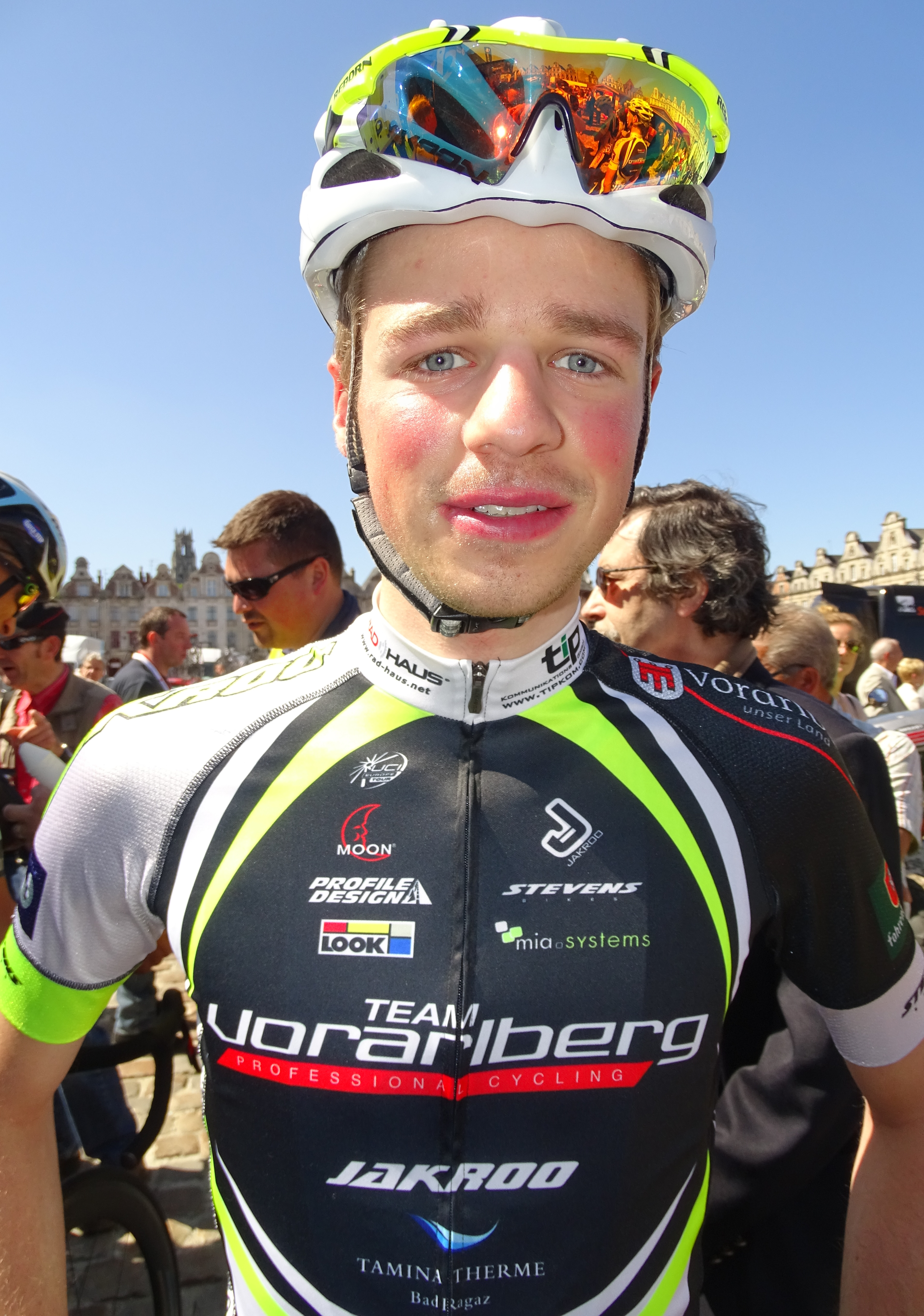
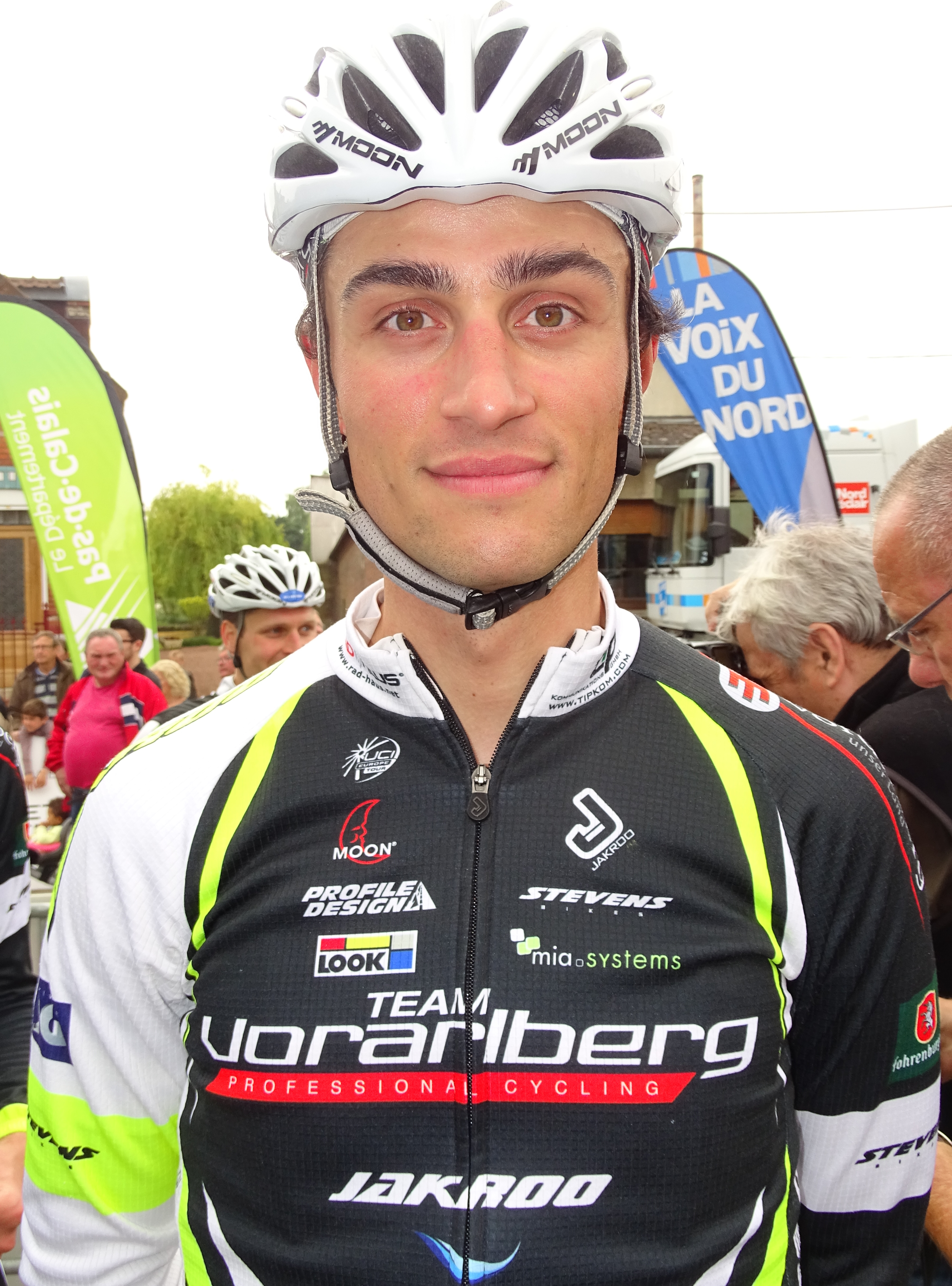

| Cycliste           | Date de naissance  | Nationalité | Équipe 2014                   |  |
| ------------------ | ------------------ | ----------- | ----------------------------- |  |
| Nicolas Baldo      | 10 juin 1984       | France      | Vorarlberg                    |  |
| Víctor de la Parte | 22 juin 1986       | Espagne     | Efapel-Glassdrive             |  |
| Aldo Ino Ilešič    | 1er septembre 1984 | Slovénie    | UnitedHealthcare              |  |
| Patrick Jäger      | 3 février 1994     | Autriche    | Vorarlberg                    |  |
| Grischa Janorschke | 30 mai 1987        | Allemagne   | Vorarlberg                    |  |
| Clément Koretzky   | 30 octobre 1990    | France      | Bretagne-Séché Environnement  |  |
| Michael Kucher     | 26 mars 1993       | Autriche    | RC Arbö T-Graf-Erdal St.Andrä |  |
| Daniel Lehner      | 14 avril 1994      | Autriche    | Gourmetfein Simplon Wels      |  |
| Lukas Meiler       | 14 février 1995    | Allemagne   | Gebrüder Weiss-Oberndorfer    |  |
| Daniel Paulus      | 10 mars 1993       | Autriche    | Vini Fantini Nippo            |  |
| Manuel Schreiber   | 17 mars 1990       | Autriche    |                               |  |
| Christoph Springer | 30 octobre 1985    | Allemagne   | Vorarlberg                    |  |
| Andreas Walzel     | 3 mars 1995        | Autriche    | Gourmetfein Simplon Wels      |  |
| Nicolas Winter     | 15 février 1989    | Suisse      | Vorarlberg                    |  |
| Akinori Yamamura   | 4 août 1994        | Japon       | Experiment 23                 |  |

- Portraits

## Bilan de la saison

### Victoires
| Date       | Course                                 | Pays       | Classe | Vainqueur          |
| ---------- | -------------------------------------- | ---------- | ------ | ------------------ |
| 26/04/2015 | Paris-Mantes-en-Yvelines               | France     | 1.2    | Nicolas Baldo      |
| 17/05/2015 | Classement général de la Flèche du Sud | Luxembourg | 2.2    | Víctor de la Parte |
| 18/06/2015 | 1re étape du Tour de Haute-Autriche    | Autriche   | 2.2    | Víctor de la Parte |
| 08/07/2015 | 5e étape du Tour d'Autriche            | Autriche   | 2.HC   | Víctor de la Parte |
| 10/07/2015 | 7e étape du Tour d'Autriche            | Autriche   | 2.HC   | Víctor de la Parte |
| 12/07/2015 | Classement général du Tour d'Autriche  | Autriche   | 2.HC   | Víctor de la Parte |

### Classement UCI

#### UCI Europe Tour
| Rang | Coureur | Points |
| ---- | ------- | ------ |